# Koknese (novads)
Koknese est une ancienne municipalité de Lettonie, située dans la région de Vidzeme, dont le chef-lieu était Koknese. Depuis 2021, elle fait partie de la municipalité d'Aizkraukle.

## Géographie
La municipalité s'étendait sur 360,77 km2 dans le sud de la Lettonie.

## Histoire
La municipalité est créée le 1er juillet 2009 par la fusion des paroisses de Bebri, Iršu et Koknese, issue du district d'Aizkraukle
Le 1er juillet 2021, à la suite d'une réforme administrative et territoriale, elle est supprimée et fusionnée avec la municipalité d'Aizkraukle.

## Démographie
La population s'élevait à 6 091 habitants en 2009 et à 4 851 habitants en 2021.